# Microgame (azienda)
Microgame S.p.A. è una società per azioni italiana che opera con regolare autorizzazione AAMS nel settore del gioco a distanza (skill games, concorsi a pronostici, scommesse a quota fissa, scommesse ippiche, lotterie, bingo).
L'azienda opera sia come sviluppatore e fornitore di piattaforme applicative e relativi servizi integrati di gestione in modalità ASP, sia attraverso la community People's Poker Network, che comprende 130 siti di gioco in tutta Italia e che conta oltre 1,5 milioni di conti di gioco aperti.
Attualmente detiene circa il 30% della raccolta del mercato italiano del poker online e il 27,1% di quello delle scommesse sportive online (pari al 9,4% del mercato complessivo). 
Dal luglio 2021 la società di investimento Piomo S.A. (Piomo) detiene il controllo della Microgame. 

## Storia
La società è stata fondata nel 1996 dall'ingegnere Fabrizio D'Aloia. L'attività principale dell'azienda è lo sviluppo di applicazioni per il web.
Nel 1998, l'azienda è tra le prime ad entrare nel settore delle scommesse sportive, appena regolamentato. Successivamente, si specializza nel settore e diventa il principale service provider italiano nel settore delle scommesse online, oltre ad ampliare la propria fornitura di servizi anche in Kirghizistan, Russia, Georgia, Malta, Austria e Regno Unito. Fra il 2006 e il 2007 (anno in cui Microgame diventa una società per azioni), entra nei mercati delle scommesse ippiche e delle lotterie istantanee online.
Nel 2008, la società amplia notevolmente l'offerta di gioco e servizi: a marzo lancia le versioni online di Totocalcio, Totogol, Big Match, Big Race e concorsi ippici; a maggio parte la nuova piattaforma integrata per i concessionari che le fanno capo; a luglio è inaugurato ufficialmente il People's Poker Network, seguito di lì a pochi mesi dal portale unico, in vista della legalizzazione del poker online, operata nel settembre 2008.
Il 2009 è un anno di crescita esponenziale per il gruppo: la raccolta complessiva di giocate supera il miliardo di euro, mentre i ricavi superano i 248 milioni di euro, garantendo 11 milioni di utile netto. Viene inoltre costituito il People's Poker Team Pro, lanciata la piattaforma per il blackjack online ed ideato il primo evento live del circuito People's: la People's Poker Cruise (12-15 dicembre 2009), un torneo di Texas hold 'em tenuto su una nave da crociera sulla tratta Civitavecchia-Barcellona e ritorno.
Nel 2010, si tiene il People's Poker Tour, un torneo live strutturato su quattro tappe che si tengono a Kranjska Gora (9-12 aprile), Budapest (9-12 giugno), Budua (15-18 settembre) e Nova Gorica (29 novembre-5 dicembre). Infine, viene lanciata la piattaforma per il bingo online.
Nel dicembre 2017 Microgame ha sottoscritto un accordo di collaborazione con SportPesa dopo aver acquisito una partecipazione di maggioranza in RCS Gaming, comparto-giochi del gruppo editoriale RCS Media Group.
Nel giugno 2018 Microgame sigla un accordo con la società canadese Global Daily Fantasy Sports per lanciare i prodotti legati ai fantasy sport di questo operatore sul mercato italiano.